# Boris Andrejewitsch Stepanow
Boris Andrejewitsch Stepanow (russisch Борис Андреевич Степанов; * 22. August 1930 in Moskau; † 28. Dezember 2007) war ein sowjetischer Boxer. Er wurde 1953 und 1955 jeweils Vize-Europameister der Amateure im Bantamgewicht.

## Werdegang
Boris Stepanow begann als Jugendlicher mit dem Boxen. Er gehörte dem Arbeiter-Sportclub Trud Moskau an. Er war relativ leicht und kämpfte zu Beginn seiner Laufbahn im Fliegengewicht und ab Mitte 1951 im Bantamgewicht. Er verfügte über eine sehr hohe Schlagkraft, mit der er viele Kämpfe vorzeitig gewann.
Erstmals machte er bei der sowjetischen Meisterschaft 1950 nachhaltig auf sich aufmerksam, als er im Fliegengewicht hinter Anatoli Bulakow und Lew Segalowitsch den 3. Platz belegte. 1951 kam er bei der sowjetischen Meisterschaft im Fliegengewicht bereits in das Finale, in dem er allerdings gegen Anatoli Bulakow unterlag. Im August 1951 erfolgte sein erster Einsatz bei einer großen internationalen Veranstaltung, den 3. Welt-Festspielen der Jugend und Studenten in Berlin (Ost). Bereits im Bantamgewicht startend, gewann er dort mit einem Sieg im Finale über Istvan Horvath aus Ungarn.
1952 erscheint Boris Stepanow in keinen Ergebnislisten. 1953 wurde er aber mit einem Sieg im Finale über W. Dadajew erstmals sowjetischer Meister. Im Mai 1953 vertrat er die sowjetischen Farben bei der Europameisterschaft in Warschau. Er siegte dort im Bantamgewicht über Tomislav Srdanovic, Jugoslawien und Wasil Borissow, Bulgarien nach Punkten und landete im Halbfinale einen K.-o.-Sieg in der 2. Runde über John McNally aus Irland. Im Finale unterlag er Zenon Stefaniuk aus Polen nach Punkten und wurde damit Vize-Europameister. Im August 1953 gewann er bei den 4. Welt-Festspielen der Jugend und Studenten in Bukarest erneut den Wettkampf im Bantamgewicht. Im Finale besiegte er dabei Otto Bostieg aus Rumänien.
Nach seinem sowjetischen Meistertitel 1953 gewann Boris Stepanow diesen Titel in den Jahren 1954 bis 1957 im Bantamgewicht viermal in Folge. 1957 besiegte er dabei im Finale Oleg Grigorjew nach Punkten, gegen den er im Finale 1958 verlor. 1960 gewann er dann mit einem Punktsieg über Oleg Grigorjew zum sechstenmal und letztmals den sowjetischen Meistertitel. Trotz seiner Titelgewinne in den Jahren 1957 und 1960 wurde ihm in diesen Jahren bei internationalen Meisterschaften Oleg Grigorjew vorgezogen, der 1960 auch Olympiasieger wurde.
Boris Stepanow war 1955 bei der Europameisterschaft in Berlin am Start und siegte dort über Alphonse Halimi, Frankreich, Simon Alexandrow, Bulgarien und Wolfgang Schwarz, Bundesrepublik Deutschland jeweils nach Punkten. Im Finale verlor er aber wieder gegen Zenon Stefaniuk und wurde erneut Vize-Europameister.
Im Dezember 1956 startete er bei den Olympischen Spielen in Melbourne im Bantamgewicht. Er verlor dort aber bereits in seinem ersten Kammpf (Achtelfinale) gegen Freddie Gilroy aus Irland durch K. o. in der 3. Runde. Duplizität der Ereignisse, auch sein Bezwinger von den Europameisterschaften 1953 und 1955 Zenon Stefaniuk schied in Melbourne bereits im Achtelfinale aus. Olympiasieger wurde der Berliner Wolfgang Behrendt aus der gesamtdeutschen Mannschaft.

## Internationale Erfolge
| Jahr | Platz | Wettbewerb                                                  | Gewichtsklasse | Ergebnisse |
| 1951 | 1.    | 3. Welt-Festspiele der Jugend und Studenten in Berlin (Ost) | Bantam         | nach Techn. K.-o.-Sieg in der 3. Runde über H. Girod, DDR und Punktsieg über Istvan Horvath, Ungarn                                                                                        |
| 1953 | 2.    | EM in Warschau                                              | Bantam         | nach Punktsiegen über Tomislav Srdanovic, Jugoslawien und Wasil Borissow, Bulgarien, K.-o.-Sieg in der 2. Runde über John McNally, Irland und Punktniederlage gegen Zenon Stefaniuk, Polen |
| 1953 | 1.    | 4. Welt-Festspiele der Jugend und Studenten in Bukarest     | Bantam         | nach K.-o.-Sieg in der 3. Runde über Kornel Molnar, Ungarn, K.-o.-Sieg in der 1. Runde über F. Vonlanthen, Schweiz und Punktsieg über Otto Bostiog, Rumänien                               |
| 1955 | 2.    | EM in Berlin                                                | Bantam         | nach Punktsiegen über Alphonse Halimi, Frankreich, Somon Alesandrow, Bulgarien und Wolfgang Schwarz, Bundesrepublik Deutschland und Punktniederlage gegen Zenon Stefaniuk                  |
| 1956 | 9.    | OS in Melbourne                                             | Bantam         | nach K.-o.-Niederlage in der 3. R gegen Freddie Gilroy, Irland (Achtelfinale) |

## Sowjetische Meisterschaften
| Jahr | Platz | Gewichtsklasse | Ergebnisse                                     |
| 1950 | 3.    | Fliegen        | hinter Anatoli Bulakow und Lew Segalowitsch    |
| 1951 | 2.    | Fliegen        | hinter Anatoli Bulakow, vor Raschid Usmanow    |
| 1953 | 1.    | Bantam         | nach Sieg im Finale über W. Dadajew            |
| 1954 | 1.    | Bantam         | nach Sieg im Finale über Igor Iwanow           |
| 1955 | 1.    | Bantam         | nach Sieg im Finale über W. Worobjew           |
| 1956 | 1.    | Bantam         | nach Sieg im Finale über G. Sarkisjan          |
| 1957 | 1.    | Bantam         | nach Sieg im Finale über Oleg Grigorjew        |
| 1958 | 2.    | Bantam         | nach Niederlage im Finale gegen Oleg Grigorjew |
| 1960 | 1.    | Bantam         | nach Sieg im Finale über Oleg Grigorjew        |

## Länderkämpfe
| Jahr | Ort     | Begegnung                                    | Gewichtsklasse | Ergebnisse                                           |
| 1954 | Moskau  | Sowjetunion gegen Rumänien                   | Bantam         | K.-o.-Sieg in der 2. Runde über Nicolae Mandreanu    |
| 1954 | Sofia   | Sowjetunion gegen Ungarn                     | Bantam         | Abbruch-Sieg in der 2. Runde über Laszlo Wagner      |
| 1854 | Sofia   | Sowjetunion gegen Polen                      | Bantam         | Punktsieg über Roman Murawski                        |
| 1954 | Sofia   | Sowjetunion gegen Tschechoslowakei           | Bantam         | kampfl. Sieg über Frantisek Majdloch                 |
| 1954 | Sofia   | Sowjetunion gegen DDR                        | Bantam         | Techn. K.-o.-Sieg in der 3. Runde über Herbert Brien |
| 1954 | Sofia   | Bulgarien gegen Sowjetunion                  | Bantam         | kampfl. Sieg über Slawi Slawow                       |
| 1955 | Moskau  | Sowjetunion gegen Finnland                   | Bantam         | Techn. K.-o.-Sieg über Eino Sivonen                  |
| 1956 | Moskau  | Sowjetunion gegen Bundesrepublik Deutschland | Bantam         | K.-o.-Sieg in der 2. Runde über Ernst Kappelmann     |
| 1956 | Paris   | Frankreich gegen Sowjetunion                 | Bantam         | Punktsieg über Bertrand Dortignac                    |
| 1956 | Moskau  | Sowjetunion gegen England                    | Bantam         | K.-o.-Sieg in der 1. Runde über Don Weller           |
| 1958 | Moskau  | Sowjetunion gegen Ungarn                     | Bantam         | Punktsieg über G. Jacsko                             |
| 1959 | Glasgow | Schottland gegen Sowjetunion                 | Bantam         | Punktsieg über F. Owen                               |
| 1960 | Moskau  | Städtekampf Moskau gegen London              | Bantam         | Punktsieg über Peter Bennyworth                      |

Erläuterungen
- K. o. = "Knockout"
- OS = Olympische Spiele, EM = Europameisterschaft
- Fliegengewicht, damals Gewichtsklasse bis 51 kg, Bantamgewicht bis 54 kg Körpergewicht